# Oligonychus pennisetum
Oligonychus pennisetum är en spindeldjursart som beskrevs av Meyer 1974. Oligonychus pennisetum ingår i släktet Oligonychus och familjen Tetranychidae. Inga underarter finns listade i Catalogue of Life.